# 小杨家胡同

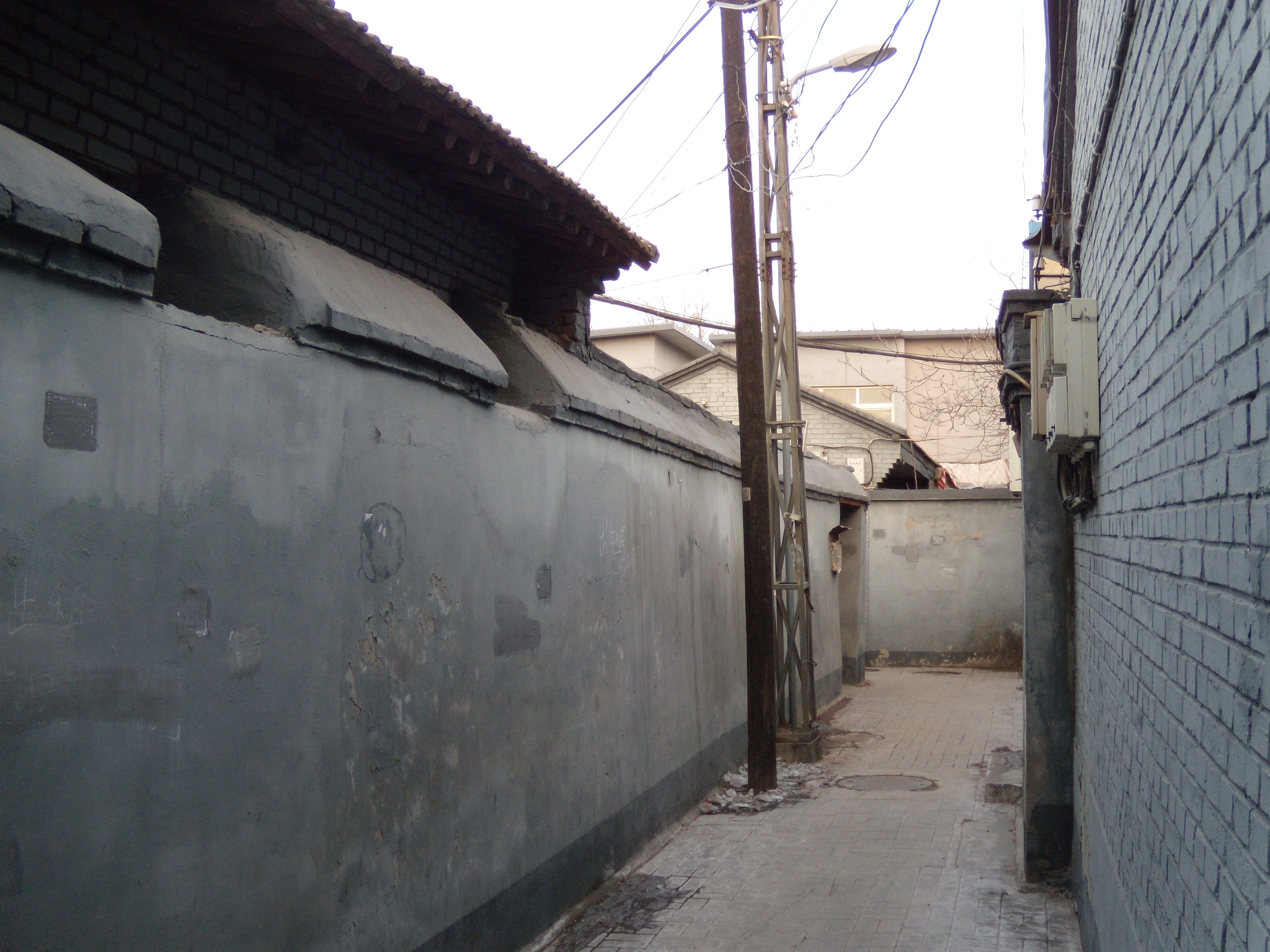
小杨家胡同

小杨家胡同是位于中国北京市西城区东北部的一条胡同。作家老舍出生于该胡同，后来又多次将该胡同写入作品中。

## 简介

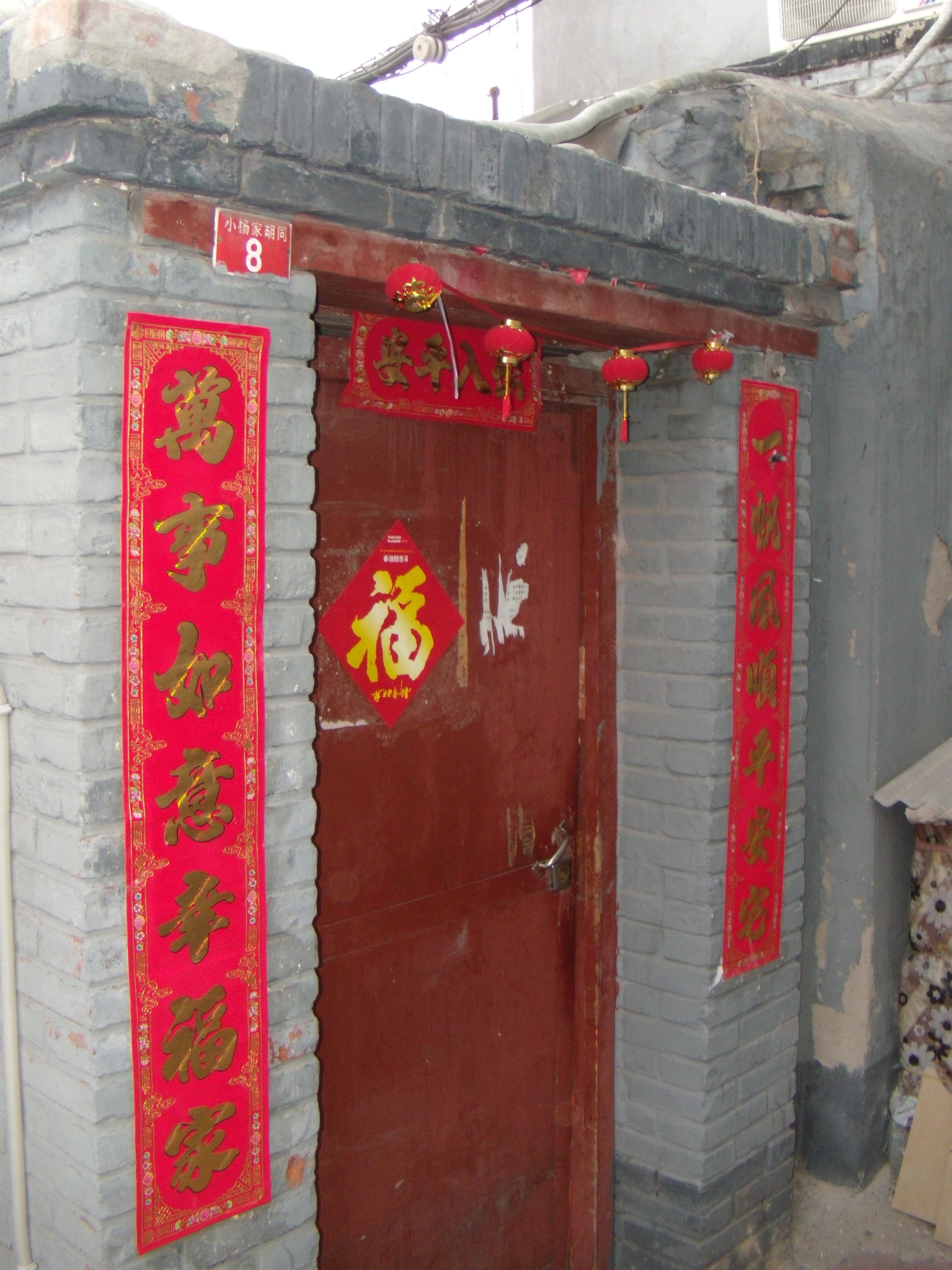
小杨家胡同8号

小杨家胡同西起新街口南大街，曲折向北到大杨家胡同。清朝宣统元年（1909年）的《详细帝京舆图》中，此处与今大杨家胡同统称“羊圈”。大杨家胡同的南侧是小杨家胡同，小杨家胡同平均宽3米，大杨家胡同平均宽4米。中华民国时期，将“羊圈”谐音为“杨家”，再根据胡同的宽窄分别定名为“大杨家胡同”、“小杨家胡同”，沿用至今。

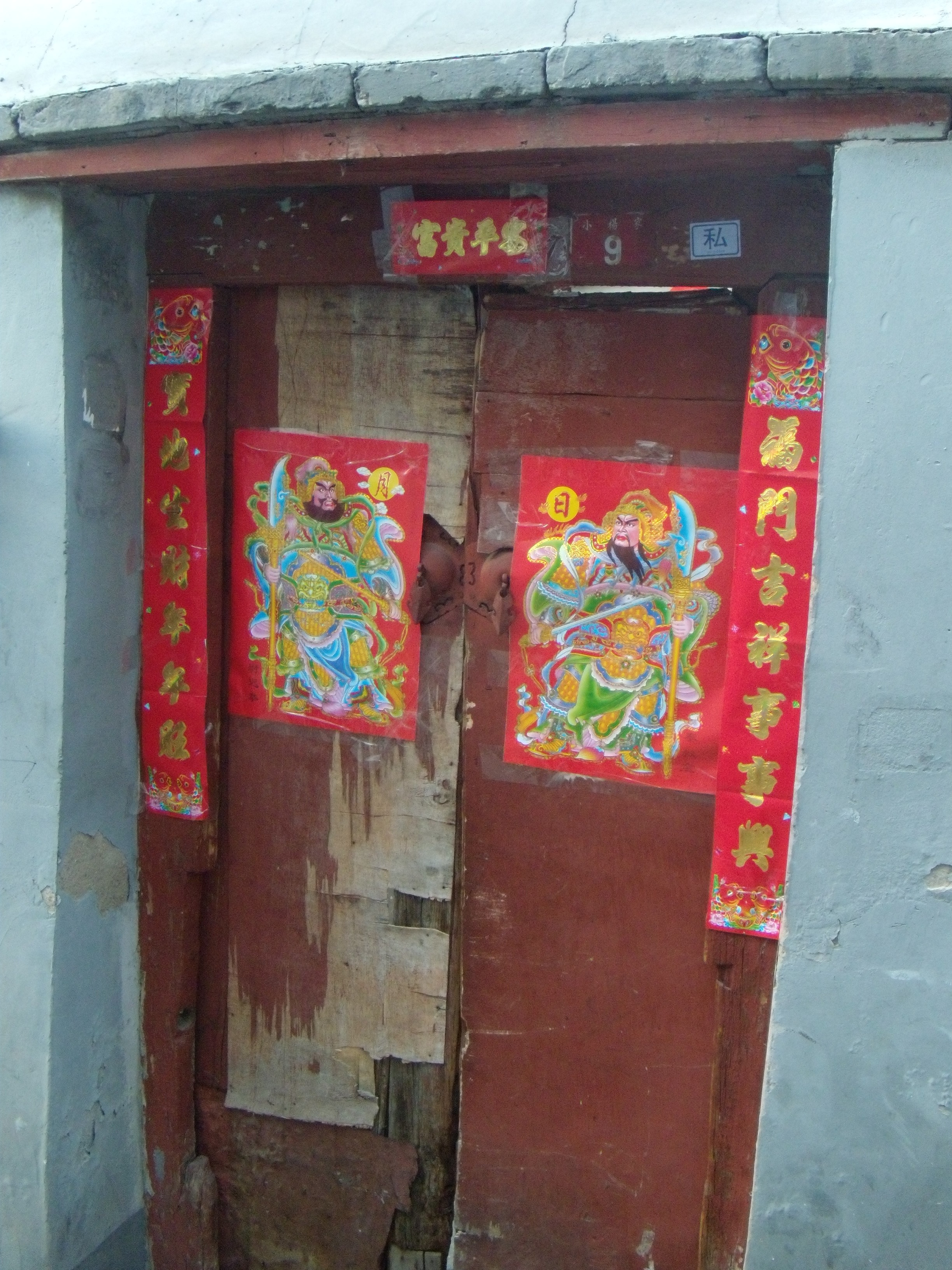
小杨家胡同9号

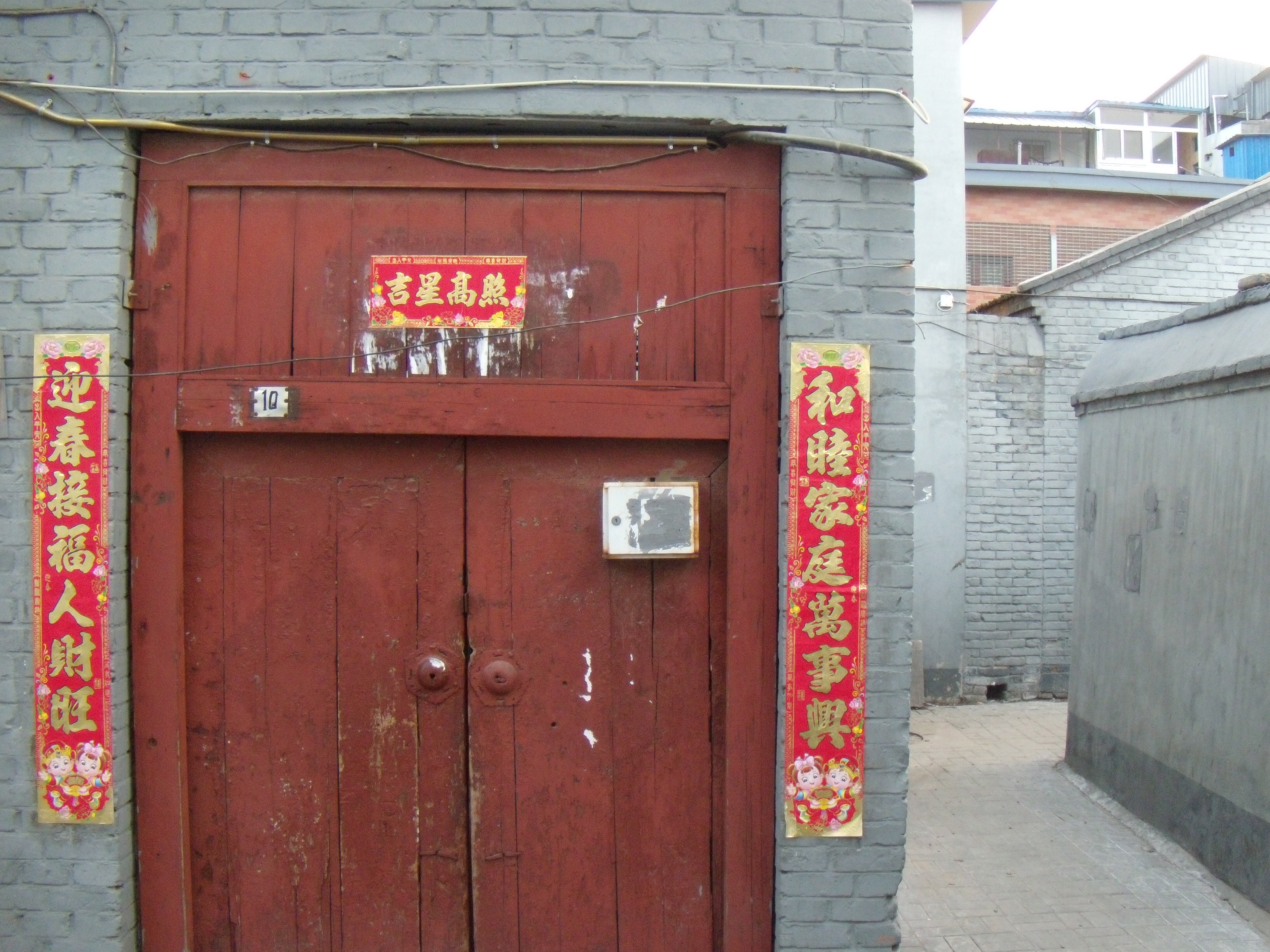
小杨家胡同10号

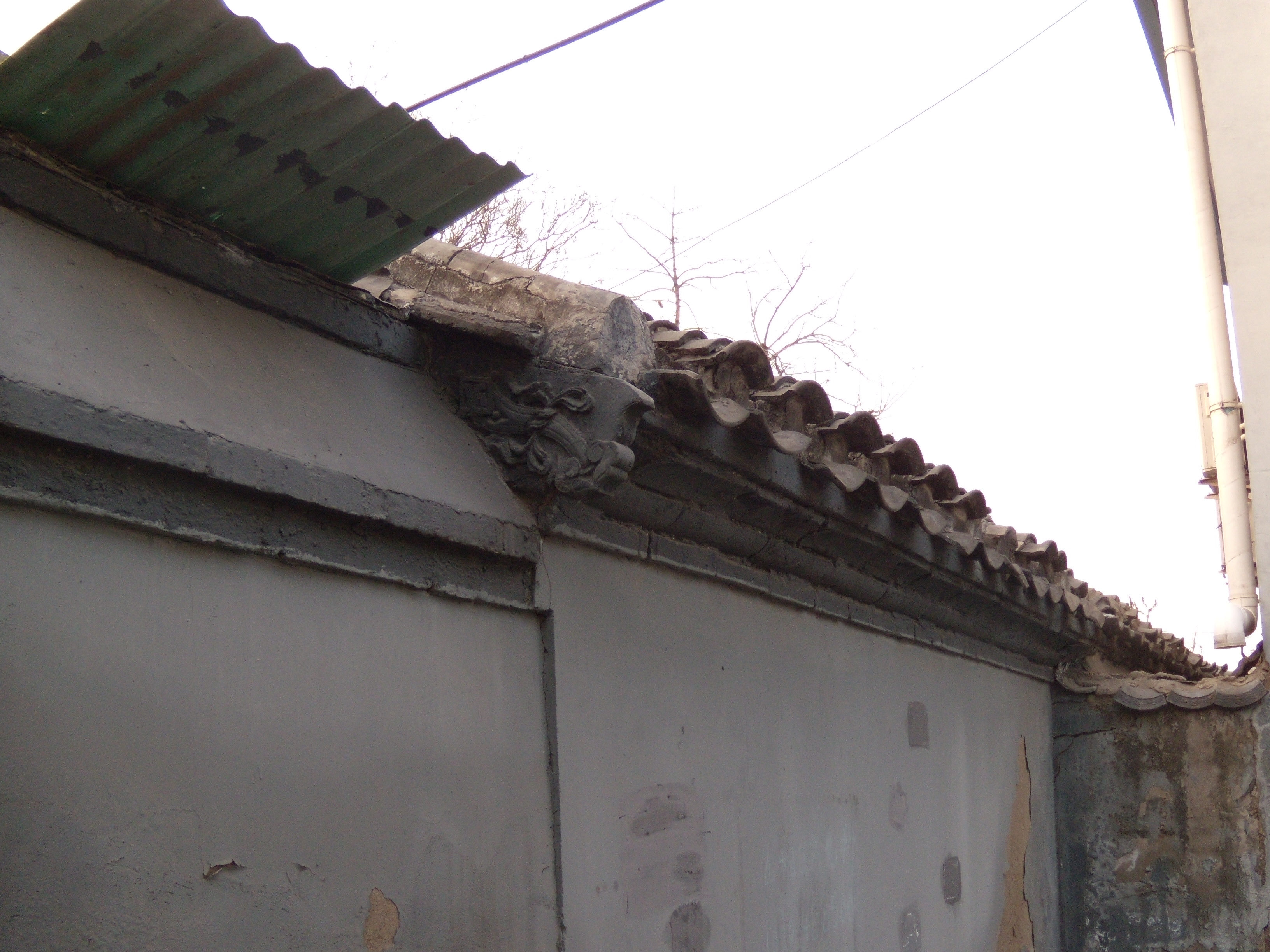
小杨家胡同

小杨家胡同形状很特别，口小内大，很像一个葫芦。小杨家胡同开在新街口南大街东侧的西口非常窄小隐蔽，连接大杨家胡同的北口也很狭窄，但在胡同在胡同内有两个相互分离的空场，较为宽阔。如今，老舍笔下的“葫芦肚”小广场上加盖了一些平房。小杨家胡同内均为平房民居，其北侧稍宽的胡同为大杨家胡同。作家老舍于清朝光绪二十五年（1899年）生于今小杨家胡同8号院。
老舍之子舒乙称，“老舍成了作家以后，曾三次大规模地把小羊圈和诞生了他的小院子写进自己的小说。最早的一次是1937年，小说叫《小人物自述》；第二次是1944年，小说叫《四世同堂》；第三次是1962年，小说叫《正红旗下》。老舍让它们把小羊圈当作地理背景和活动舞台，演出一幕又一幕20世纪上半叶苦难中国的悲壮史剧。”
小杨家胡同2号已被西城区人民政府列入西城区四合院挂牌保护院落名单。

## 老舍笔下的小杨家胡同
老舍在《四世同堂》里描写这条小胡同称：
说不定，这个地方在当初或者真是个羊圈，因为它不像一般的北平的胡同那样直直的，或略微有一两个弯儿，而是颇像一个葫芦。通到西大街去的是葫芦嘴和脖子，很细很长，而且很脏。葫芦的嘴是那么窄小，人们若不留心细找，或向邮差打听，便很容易忽略过去。进了葫芦脖子，看见了墙根堆着的垃圾，你才敢放胆往里面走，像哥伦布看到海上漂浮着的东西才敢向前进那样。走了几十步，忽然眼一明，你看见了葫芦的胸：一个东西有四十步、南北有三十步的圆圈，中间有两棵大槐树，四周有六七家人家。再往前走，又是一个小巷———葫芦的腰。穿过‘腰’又是一块空地，比‘胸’大着两倍，这便是葫芦的‘肚’了。‘胸’和‘肚’大概就是羊圈吧！
老舍在自传体小说《小人物自述》是这么描写自家的小院的：
街门门楼是用瓦摆成了一些古钱的，到我记事的时候，可是那些古钱已然都歪七扭八的，在钱眼里探出些不十分绿的草叶来……两扇门的破旧是不易形容得恰到好处的，大概的说，它们是瘦透玲珑，像画中的石头那么处处有孔有缝。自然这一点也无碍乎我们天天晚上把它们关好……影壁是不值得一提的，它终年的老塌倒半截，渐渐地，它的砖也都被撤去有它用，于是它也就安于矮短，到秋天还长出一两条瓜蔓来，像故意率俏似的。

院里一共有三棵树：南屋外与北房前是两株枣树……两株枣树是非常值得称赞的，当夏初开花的时候，满院都是香的，甜梭梭的那么香。